# Järbo
Järbo – miejscowość (tätort) w Szwecji, w regionie administracyjnym (län) Gävleborg, w gminie Sandviken.
Według danych Szwedzkiego Urzędu Statystycznego liczba ludności wyniosła: 1813 (31 grudnia 2015), 1750 (31 grudnia 2018) i 1760 (31 grudnia 2019).